# K.J. Osborn
Kendrick Osborn Jr. (Ypsilanti, 10 giugno 1997) è un giocatore di football americano statunitense che milita nel ruolo di wide receiver per i New England Patriots della National Football League (NFL).

## Carriera

### Minnesota Vikings
Mooney al college giocò a football all'Università di Buffalo (2016-2018) e all'Università di Miami (2019). Fu scelto nel corso del quinto giro (176º assoluto) del Draft NFL 2020 dai Minnesota Vikings. Iniziò la sua prima stagione da professionista come kick returner, chiudendola con 14 ritorni per 330 yard in 9 presenze.
Nella settimana 3 della stagione 2022, Osborn ricevette dal quarterback Kirk Cousins il touchdown da 28 yard della vittoria nel finale di gara contro i Detroit Lions.

### New England Patriots
Il 19 marzo 2024 Osborn firmò con i New England Patriots.